# Barasinga
Barasinga (Rucervus) – rodzaj ssaków z podrodziny jeleni (Cervinae) w obrębie rodziny jeleniowatych (Cervidae).

## Rozmieszczenie geograficzne
Współcześnie przedstawiciele rodzaju występują w Azji.

## Morfologia
Długość ciała 140–190 cm, długość ogona 14–25 cm, wysokość w kłębie 90–135 cm; długość poroża 60–112 cm; masa ciała 60–270 kg.

## Systematyka
Rodzaj zdefiniował w 1838 roku angielski etnolog i przyrodnik Brian Houghton Hodgson w artykule zatytułowanym Klasyfikowany katalog ssaków Nepalu, opublikowanym na łamach „Annals of natural history”. Gatunkiem typowym jest (oznaczenie monotypowe) barasinga bagienna (R. duvaucelii).

### Etymologia
- Rucervus (Recervus, Recurvus, Bucervus, Rucercus): zbitka wyrazowa nazw rodzajów: Rusa C.H. Smith, 1827 (sambar) oraz Cervus Linnaeus, 1758 (jeleń)[14].
- Panolia: etymologia niejasna, Gray nie wyjaśnił znaczenia nazwy rodzajowej[15]; być może od gr. πανωλης panōlēs ‘zniszczony’, od ολλυσθοαι ollusthai ‘niszczyć’[16]. Gatunek typowy: Gray wymienił dwa gatunki – Panolia acuticornis J.E. Gray, 1843 (= Cervus eldii McClelland, 1842) i Panolia platyceros J.E. Gray, 1843 (= Cervus eldii McClelland, 1842) – z których gatunkiem typowym jest (późniejsze oznaczenie) Panolia acuticornis J.E. Gray, 1843 (= Cervus eldii McClelland, 1842).
- Procervus: gr. προ pro ‘blisko, w pobliżu’; rodzaj Cervus Linnaeus, 1758 (jeleń)[17]. Gatunek typowy (oznaczenie monotypowe): Cervus dimorphe B.H. Hodgson, 1843 (= Cervus duvaucelii G. Cuvier, 1823).
- Thaocervus: Tajlandia (ang. Thailand); rodzaj Cervus Linnaeus, 1758 (jeleń)[8]. Gatunek typowy (oryginalne oznaczenie): Cervus schomburgki E. Blyth, 1863.

### Podział systematyczny
Niektóre wcześniejsze ujęcia systematyczne zaliczają Rucervus eldii do monotypowego rodzaju Panolia; tutaj klasyfikacja współczesnych gatunków za All the Mammals of the World (2023) i Mammals Diversity Database (2023):
| Podrodzaj | Grafika | Gatunek              | Autor i rok opisu  | Nazwa zwyczajowa     | Podgatunki         | Rozmieszczenie geograficzne | Podstawowe wymiary                              | Status IUCN |
| --------- | ------- | -------------------- | ------------------ | -------------------- | ------------------ | --- | ----------------------------------------------- | ----------- |
| Panolia   |         | Rucervus eldii       | (McClelland, 1842) | barasinga tykoczelna | 3 podgatunki       | północno-wschodnie Indie (Manipur), Mjanma, Laos, Wietnam (może wyginąć), Kambodża i Chińska Republika Ludowa (Hajnan)                                                    | DC: 140–170 cm DO: 22–25 cm MC: 60–125 kg       | EN          |
| Rucervus  |         | Rucervus duvaucelii  | (G. Cuvier, 1823)  | barasinga bagienna   | 3 podgatunki       | północne, środkowe i północno-wschodnie Indie oraz południowy Nepal | DC: 180–190 cm DO: 14–19 cm MC: 140–270 kg      | VU          |
| Rucervus  |         | Rucervus schomburgki | (E. Blyth, 1863)   | barasinga tajska     | gatunek monotypowy | centralne równiny Tajlandii (ostatni osobnik zginął w pobliżu Sai Yok i Khwae Yai); niepotwierdzone doniesienia z południowej Chińskiej Republiki Ludowej, Laosu i Mjanmy | DC: brak danych DO: około 10 cm MC: brak danych | EX          |

Kategorie IUCN:  VU  – gatunek narażony,  EN  – gatunek zagrożony,  EX  – gatunek wymarły.
Opisano również gatunki wymarłe w czasach prehistorycznych:
- podrodzaj: Rucervus
  - Rucervus colberti (Azzaroli, 1954)[23] (Azja)
  - Rucervus gigans Croitor, 2018[24] (Europa; plejstocen).
  - Rucervus simplicidens (Lydekker, 1876)[25] (Azja; miocen–plejstocen).
- podrodzaj: incertae sedis
  - Rucervus insolitus (Vekua, Bendukidze & Kiladze, 2010)[26] (Azja; plejstocen).
  - Rucervus sivalensis (Lydekker, 1880)[27] (Azja; plejstocen).